# 上海师范大学附属罗店中学
上海师范大学附属罗店中学是位於中國上海市寶山區的一所高中。
1942年，私立罗溪初级中学在寶山罗店镇開張。1956年转为公立，並改称宝山县第二中学。1958年增设高中部，學校一度成为完全中学。1965年改为罗店中学。1987年被定为寶山县重点中学。1998年被評為寶山區实验性示范性高中。2007年，學校與上海师范大学合作辦學，並挂牌上海师范大学附属罗店中学。2007年，罗店中学新校在罗店镇罗新路707号建成。2022年6月，罗店中学被評為上海市特色普通高中。